# 5466 Makibi
Az 5466 Makibi (ideiglenes jelöléssel 1986 WP8) a Naprendszer kisbolygóövében található aszteroida. Hiroki Kosai,  Kiichiro Hurukawa fedezte fel 1986. november 30-án.